# Drifter's Escape
«Drifter's Escape» es una canción del músico estadounidense Bob Dylan, publicada en el álbum de estudio John Wesley Harding. Aunque en los Estados Unidos el álbum no fue acompañado de ningún sencillo, «Drifter's Escape» fue publicado como sencillo en algunos países europeos como Países Bajos, Noruega, Suecia y Dinamarca, con la canción «John Wesley Harding» como cara B. También fue publicado en Estados Unidos como cara B del sencillo «I Threw It All Away» en 1969. La canción fue grabada en cuatro tomas el 17 de octubre de 1967.

## Historia
Dylan escribió «Drifter's Escape» en un tren en Nueva York durante el viaje a Nashville para comenzar a grabar John Wesley Harding. La letra ofrece una narrativa kafkiana en la que un extraño está oprimido por la sociedad pero no derrotado. Al respecto, el protagonista es llevado a un juicio sin saber los cargos en su contra. El jurado lo declara culpable, pero es salvado por la intervención divina cuando la corte es golpeada por un rayo. El protagonista es capaz de escapar de sus perseguidores, ya que estos se arrodillan para rezar. El protagonista podría ser un profeta liberado por Dios, o un falso profeta liberado por el diablo.
Varios comentaristas han señalado paralelismos entre la historia de la canción y las experiencias personales de Dylan en la época en la que escribió la canción. El vagabundo no entiende los cargos en su contra, al igual que Dylan no entendía las críticas por pasar de tocar folk a música rock. El jurado «lloraba por más», al igual que los seguidores de Dylan que siguieron su camino al rock se hicieron más opresivos. En última instancia, el rayo también podía ser una metáfora del accidente de modo que Dylan sufrió en 1966.
El biógrafo Clinton Heylin señaló que, al escribir «Drifter's Escape», Dylan encontró un nuevo y económico estilo que le permitió contar una historia de cinco actos en solo tres estrofas. A continuación, pasó a escribir canciones de forma similar, que formaron el grueso del álbum John Wesley Harding.

## Versiones en directo
Dylan no interpretó «Drifter's Escape» en directo hasta casi veinticinco años después de su publicación original. La tocó por primera vez en el concierto de Oregón el 30 de abril de 1992, un día después del veredicto judicial contra Rodney King. Desde entonces, Dylan la tocó ocasionalmente a lo largo de su Never Ending Tour. En 1992, usó dos arreglos diferentes: uno similar al de John Wesley Harding y otro inspirado en la versión de Jimi Hendrix. También la tocó como apertura de varios conciertos en 1995. La canción volvió a la lista de canciones de sus conciertos en 2001.

## Personal
- Bob Dylan: voz, guitarra acústica y armónica
- Charlie McCoy: bajo
- Kenneth Buttrey: batería